# Muriel Combes
Muriel Combes, née en 1971, enseigne la philosophie en Bretagne.

## Repères biographiques
Muriel Combes participe en 1996 à la fondation de la revue Persistances, consacrée au cinéma. Elle participe également en 1998 à la fondation de la revue politique et culturelle Alice (1998-2000).
Elle soutient sa thèse, La vie inséparée. Vie et sujet entre biopouvoir et politique, en 2002, sous la direction de Jacques Rancière.